# Fudbalski Klub Makedonija Gjorče Petrov 2008-2009

## Rosa
| N. |                               | Ruolo | Calciatore           |
| -- | ----------------------------- | ----- | -------------------- |
| 1  | Serbia (bandiera)             | P     | Bojan Pavlović       |
| 2  | Macedonia del Nord (bandiera) | C     | Aleksandar Boskovski |
| 3  | Nigeria (bandiera)            | D     | Osa Guobadia         |
| 4  | Macedonia del Nord (bandiera) | D     | Bobi Milevski        |
| 5  | Macedonia del Nord (bandiera) | D     | Daniel Mojsov        |
| 6  | Macedonia del Nord (bandiera) | D     | Saban Redzep         |
| 8  | Macedonia del Nord (bandiera) | C     | Darko Savevski       |
| 9  | Macedonia del Nord (bandiera) | C     | Toni Brnjarcevski    |
| 11 | Macedonia del Nord (bandiera) | D     | Goran Siljanovski    |
| 12 | Macedonia del Nord (bandiera) | P     | Marjan Madzaroski    |
| 13 | Macedonia del Nord (bandiera) | C     | Daniel Jovanovski    |
| 15 | Macedonia del Nord (bandiera) | C     | Dušan Simovski       |
| 16 | Macedonia del Nord (bandiera) | C     | Cedomir Ilievski     |

| N. |                               | Ruolo | Calciatore             |  |
| -- | ----------------------------- | ----- | ---------------------- |  |
| 17 | Macedonia del Nord (bandiera) | C     | Samir Fazli            |  |
| 18 | Macedonia del Nord (bandiera) | C     | Flamur Tairi           |  |
| 19 | Macedonia del Nord (bandiera) | C     | Dragan Brnjarcevski    |  |
| 20 | Macedonia del Nord (bandiera) | C     | Vasko Mitrev           |  |
| 21 | Macedonia del Nord (bandiera) | D     | Milan Ilievski         |  |
| 22 | Brasile (bandiera)            | A     | Cesar Roberto De Brito |  |
| 24 | Macedonia del Nord (bandiera) | P     | Goran Simov            |  |
| 28 | Macedonia del Nord (bandiera) | D     | Elfat Bajrami          |  |
| -  | Gabon (bandiera)              | D     | Georges Ambourouet     |  |
| -  | Macedonia del Nord (bandiera) | C     | Nijaz Lena             |  |
| -  | Macedonia del Nord (bandiera) | C     | Blagojce Konjarski     |  |
| -  | Macedonia del Nord (bandiera) | A     | Filip Kolekeski        |  |
| -  | Macedonia del Nord (bandiera) | A     | Jovica Stolevski       |  |

### Staff tecnico
| Allenatore: | Ilčo Gjorgjieski |